# Inmunidad celular
La inmunidad celular es un sistema de inmunidad encargado de proteger al hospedero contra cualquier agente patógeno que haya superado las barreras biológicas y la respuesta inmunitaria innata; además, "elimina" células inmunes mutadas, las cuáles podrían generar procesos autoinmunes. Se considera, junto a la inmunidad humoral, una forma de respuesta inmunitaria adquirida. Es mediada por linfocitos T. Actúa como mecanismo de defensa en contra de los virus y microorganismos intracelulares, como algunas bacterias capaces de sobrevivir y proliferar en el interior de los fagocitos y otras células del huésped, lugar al que no tienen acceso los anticuerpos circulantes (los cuales forman parte de la inmunidad humoral). La defensa frente a este tipo de infecciones depende de la inmunidad celular, que induce la destrucción de los microorganismos residentes en los fagocitos o de las células infectadas.

## Características
La inmunidad celular se caracteriza por la participación de los linfocitos T, los cuales poseen en su membrana receptores capaces de reconocer antígenos adheridos a la superficie de otras células. Existen cuatro clases de linfocitos T:
- Los linfocitos T citotóxicos identifican antígenos virales que se encuentran en la superficie de células infectadas. Luego de este reconocimiento proliferan, atacan y destruyen a estas células.

- Los linfocitos T colaboradores o auxiliares identifican antígenos expuestos en la superficie de células presentadoras de antígenos. Posteriormente, proliferan y secretan interleucinas, moléculas que estimulan la proliferación de linfocitos T, la activación de linfocitos B y también la activación de los macrófagos, incrementando su capacidad fagocítica.

- Los linfocitos T de memoria se diferencian a partir de linfocitos activados y pueden ser colaboradores o citotóxicos. Al igual que los linfocitos B de memoria, su función es identificar el antígeno en exposiciones sucesivas, iniciando una respuesta mucho más rápida que la que se produjo por primera vez.

- Los linfocitos T supresores Se encargan de disminuir la cantidad de anticuerpos tras la destrucción del patógeno.

## Mecanismos
Los fagocitos con microorganismos ingeridos producen antígenos desde las vesículas intracelulares y los presentan en su membrana sobre las moléculas del complejo mayor de histocompatibilidad (MHC). Los antígenos del MHC-I reaccionan con linfocitos T citotóxicos (CD8+) mientras que los del MHC-II lo hacen con linfocitos T colaboradores (CD4+ o TH1). Los CD8+ liberan citocinas mediadores de la inflamación y las citocinas de los CD4+ activan a macrófagos para la destrucción de los microorganismos ingeridos.
Si los fagocitos son infectados con microorganismos en el citoplasma y no en sus vesículas, activan directamente a los CD8+ para la destrucción de la célula infectada.

## Citocinas
Las células presentadora de antígenos (CPA) reciben estimulación del lipopolisacárido (LPS) bacteriano, así como del interferón γ (IFN-γ) producido por células T y del ligando al CD40 (CD40L) proveniente de los CD4+. Esas interacciones estimulan la transcripción y síntesis de interleucina-12, el cual hace que los CD4+ vírgenes se diferencien en TH1 efectoras. Estas secretan IFN-γ que activa a los macrófagos para la destrucción de los microorganismos fagocitados.